# Mandaguaçu
Mandaguaçu est une municipalité brésilienne située dans l'État du Paraná.